# Windhoek-Nord
Windhoek-Nord ist ein Stadtteil von Windhoek, Namibia und liegt im Nordwesten der Innenstadt. Windhoek-Nord grenzt außerdem an den Stadtteil Windhoek-West im Süden, die Vorstadt Khomasdal im Westen und das Nördliche Industriegebiet im Norden. Hier befindet sich unter anderem das Zentralkrankenhaus Windhoek.
Windhoek-Nord hat einen hohen Anteil an Gewerbeflächen und Industriegrundstücken. Alle großen Nord-Süd-Straßenverbindungen durchschneiden diesen Stadtteil, Rangierbahnhof, Feuerwehr und das Zentralkrankenhaus Windhoek befinden sich hier. Es gehört daher nicht zu den begehrtesten Wohngegenden der Stadt. Die Grundstückspreise sind moderat, und der Stadtteil wird von der aufstrebenden schwarzen Mittelschicht bewohnt.